# Opstand van 1173-1174
De Opstand van 1173-1174 was een opstand in Engeland tegen het gezag van koning Hendrik II door zijn drie zonen. De opstand duurde achttien maanden en werd door de koning gewonnen waarop zijn zonen zich verzoenden met hun vader.

## Aanloop
Koning Hendrik II had naast Engeland ook vele gebieden op het vasteland in handen en heerste hij ook over Normandië, Anjou en via zijn vrouw Eleonora van Aquitanië ook over het hertogdom Aquitanië. In 1173 had de koning vier legitieme zonen: Hendrik de Jongere, Richard, Godfried en Jan. Sinds 1170 was Hendrik de Jongere gezalfd als koning, maar oefende hij geen enkel gezag uit. Toen in 1173 zijn jongste broer Jan, slechts vijf jaar oud, enkele kastelen van zijn vader verkreeg zorgde dit voor de definitieve breuk tussen Hendrik de Jongere en zijn vader.
Hendrik reed naar Parijs en verkreeg daar de hulp van koning Lodewijk VII van Frankrijk. Al snel werd hij ook gesteund door zijn andere twee broers. Volgens de publieke opinie had Eleonora van Aquitanië haar zoons tegen haar eigen man opgezet. De zaak van Hendrik de Jongere werd gesteund door de graven van Blois, Vlaanderen en Boulogne. Ook werden ze gesteund door de nieuwe koning van Schotland, Willem de Leeuw.

## Opstand

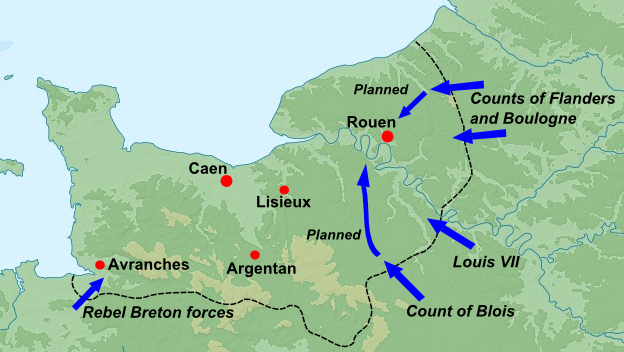
De troepenbewegingen van de opstandelingen in Normandië in 1173

In mei 1173 begonnen de vijandigheden volop en werden verschillende plaatsen zonder in de Vexin aangevallen. Een maand later hadden ze meer succes met de veroveringen van Aumale en Driencourt, maar bij die laatste aanval sneuvelde graaf Mattheüs I van de Elzas. In juli belegerden Hendrik en Lodewijk Verneuil-sur-Avre, maar het beleg hield lang genoeg aan zodat Hendrik II de stad kon ontzetten. Willem de Leeuw viel in juni Northumberland binnen, maar was onsuccesvol in het innemen van het kasteel van Warkworth. Hij werd vervolgens teruggedreven door Robert de Vaux en Richard de Luci. De meerdere fronten die de rebellen hadden geopend op de Engelse koning bleek een slechte keuze te zijn. Hierdoor moest Hendrik II besluitvaardig zijn en met geplaatste aanvallen de opstandelingen terug te dringen.
In november verplaatste het conflict zich naar Engeland waar Hugh Bigod met Vlaamse huurlingen het land onveilig maakte. Richard de Lucy trad vervolgens op en wist de graaf van Norfolk in de Slag bij Fornham te verslaan. In de winter werden de vijandelijkheden tijdelijk neergelegd om in het voorjaar in 1174 weer los te barsten. Filips van de Elzas viel in de lente met een leger Engeland binnen. De Schotse koning werd tijdens een gevecht bij Alnwick gevangengenomen door Engelse soldaten. Hiermee was de oorlog in Engeland nagenoeg beslist.
Nadat het beleg van Rouen door Lodewijk VII en zijn bondgenoten zich te lang voortsleepte stuurde de Franse koningen aan op vredesbesprekingen tussen beide partijen.

## Nasleep
Hendrik II toonde zich als een genereuze koning en sloot op 30 september vrede met zijn zonen in Montlouis. Zijn vrouw, Eleonora, had hij wel laten opsluiten in een Engels kasteel. Ook gaf aan hij de edelen die tegen hem in opstand waren gekomen hun oude bezittingen weer terug. Aan Hendrik de Jongere schonk hij twee kastelen in Normandië om een potentiële nieuwe opstand te kunnen voorkomen. Ook het conflict met Schotland werd beëindigd met het Verdrag van Falaise waarbij Willem Hendrik II als zijn leenheer moest erkennen.